# 硝酸五羰基锰
硝酸五羰基锰是一种有机锰化合物，化学式为Mn(CO)5NO3，其中，硝酸根为单齿配体。它可由十羰基二锰和四氧化二氮在石油醚（b.p. 40~60 °C）中于0 °C反应得到。它在55 °C、0.01 mmHg下加热，发生歧化反应：
4 Mn(CO)5NO3 → Mn2(CO)10↑ + 2 Mn(NO3)2 + 10 CO↑
它和吡啶可以发生配体取代反应，生成Mn(CO)3(py)2NO3。它和三苯基磷或三苯基砷可以发生类似反应，生成Mn(CO)4(EPh3)NO3（E=P, As）。